# ナポレオン -獅子の時代-
『ナポレオン -獅子の時代-』（ナポレオン ししのじだい）は、長谷川哲也によるナポレオン・ボナパルトの生涯を扱った歴史漫画である。2003年から2024年にかけて『ヤングキングアワーズ』（少年画報社）で連載された。

## 概要
『ヤングキングアワーズ』2003年2月号から連載開始。当初はアウステルリッツの戦いから物語が始まったが、この戦いの終わりと同時に物語はナポレオンの誕生直前にまで遡り、以後はブリュメールのクーデターに至るまでのナポレオンの生涯に沿った物語を描いた。話の都合上、フランス革命の展開もじっくりと描き込まれている。
2011年連載分、単行本16冊目から、『ナポレオン -覇道進撃-』（ナポレオン はどうしんげき）と題名を改め、執政政府および第一帝政と大陸軍（グランダルメ）の戦いの軌跡を扱った物語が描かれ、2024年8月号の掲載をもって完結した。
作者は本作以前にも『コミックトムプラス』でナポレオンの生涯を扱った『青年ナポレオン』を描いているが、本作では作風が一変し、劇画調の異様に濃いタッチの画風になっている（作者は『北斗の拳』の作者・原哲夫のアシスタント経験者でもある）。そのため、個性の強いキャラクター設定（とはいっても、登場人物のほとんどが実在した人物である）、漫画全体を漂う“男臭い”空気、史実とかけ離れた演出や印象深いセリフなど、他の漫画には見られない独特の空気を醸し出している。
2011年以降、『アワーズ』の新年最初の発行号（3月号）巻頭カラーを務めているが、表紙に他漫画の美少女キャラを据えた上でその1ページ目にはグロテスクなシーンを描くという、一種の「お遊び」が展開されている。
また、同じくナポレオンを扱った漫画として池田理代子の『栄光のナポレオン-エロイカ』（『ベルサイユのばら』続編）があるが、作者ホームページによれば、長谷川は『獅子の時代』を書く上でこれを多少参考にしているとのことである（人物の造形やストーリーの一部に、史実ではなく池田の創作によっていると思われる部分があり、多少の影響が見られる）。
当作品を『アワーズ』に推薦したのは平野耕太であり、長谷川いわく「平野さんは恩人」とのこと。

## 登場人物
それぞれ作中のフィクションとしての人物解説であるため、一部史実にそぐわないものもある。詳しくは各人物の項を参照されたい。声優は「CRナポレオン -獅子の時代-」のもの。

### 主人公
ナポレオン・ボナパルト
声 - 杉田智和
主人公。出世志向が強く、軍人としての才にも長けている。自身がコルシカ島出身であることにこだわりを持ち、フランスへの復讐を目指していたが、パオリとの決別後は自身がコルシカ人であることを捨てる。
物語がフランス革命期のパリでの政争にスポットが当てられていたころは、主人公であるにもかかわらず、ほとんど出番がなかった。トゥーロン攻囲戦で功績を上げるが、その後は軍籍を剥奪され、一時本屋で働いていた。その後、ヴァンデミエールの反乱鎮圧に起用され、出世街道に復帰する。その直後、総裁政府の五総裁の1人ラザール・カルノーの推薦によりイタリア方面軍司令官に任命され、オーストリアをあと一歩のところまで追い込んで赫々たる戦果を遂げる。
国民から絶大な支持を得るも、その影響力を恐れたバラスら総裁政府から遠ざけられるようになる。局面打開のために子供のころからの密かな野望であった、アレクサンダー大王のようなエジプトやトルコ、インドまでの大遠征を決行。しかしフランス艦隊を失い、アフリカで孤立してしまう。多くの兵士と将校から反感を買いながらも、わずかな可能性を信じ、エジプト・シリアを攻略するも結果、失敗する。アブキールの戦いで勝利した後、フランスが危機的状況に陥っていることを知ってわずかな側近を連れてエジプトを脱出し、ブリュメールのクーデターで権力を掌握。第一執政となる。
アウステルリッツ編では背も低く描かれているが、青年期では比較的スマートに描かれている。第一執政になってからは短髪となる。1804年、フランス皇帝として即位した。
持病の痔に悩まされている。

### ボナパルト家・親族
レティツィア
ナポレオンの母。男勝りの性格で熱心なコルシカ独立主義者で元女兵士である。自由な生き方を好む夫のカルロの代わりにボナパルト家を支えていた。信心深く、堅実な性格のためフランスの堕落した気風が肌に合わないと感じ、権力と富をほしいままにする子供達から一線を引いている。ナポレオンの結婚には強く反対しており、浮気に耽り、浪費を繰り返すジョゼフィーヌを激しく嫌っている。息子の皇帝即位に反対し戴冠式を欠席した。金と権力にとりつかれた我が子らに呆れている。
カルロ
ナポレオンの父。コルシカ独立支持から親フランス派に転向する。自由に生きることを好み、人からは変節漢と呼ばれても意に介さない。息子ナポレオンが軍人を目指していることにいち早く気付き、彼を士官学校に入学させた。胃癌で早世。
ジョゼフ
ナポレオンの兄。なにかと弟に欲しい物を奪われがちである。資産家二女のデジレ・クラリーと婚約していたが、ナポレオンの意向で姉のジュリー・クラリーと結婚。弟とジョゼフィーヌの結婚に反対しており、結婚後も義妹に敵意を抱いている。マレンゴの戦いでナポレオンが生死不明になると、家長の相続を巡ってリュシアンと言い争う。のちにスペイン王ホセ一世として即位するも、反乱が勃発しているため、強い不安を感じていた。情勢が不利になると、即座にスペインから逃亡し、ナポレオンを怒らせる。
リュシアン
ナポレオンの長弟。ジョゼフィーヌの結婚にはジョゼフと共に不満を漏らしていた。聡明な性格の持ち主で、ブリュメールのクーデターでは兄を決死の覚悟で救い、功労者となる。マレンゴで兄が生死不明になると、執政に持ち上げた功績から家長を継ぐと言い出しジョゼフと争う。1800年、政治パンフレットが原因でスペイン大使に左遷された。
エリザ
三人の妹のうち、最も目立たない。13巻で登場するエリザはカロリーヌの誤り。
ルイ
ナポレオンの二弟。ジョゼフィーヌの娘・オルタンスの夫。夫婦仲は険悪で、ナポレオンとジョゼフィーヌが離婚した際に、この夫妻も離婚している。夫妻の間の子が、のちの ナポレオン3世となる。
ポリーヌ
声 - タザワリイコ
ナポレオン二番目の妹でありルクレールの未亡人。兄への敬愛が強く、義姉ジョゼフィーヌに敵意を抱き、執拗にいやがらせを行う。かなりの美形であり、ジュノーはじめとする多数の男性のあこがれの的である。性に奔放であり、結婚後も兄の政敵であるモロー、部下のマクドナルドはじめ複数の愛人と関係している。
1801年、一連の不倫スキャンダルとジョゼフィーヌのナポレオンへの密告により、夫ともども黒人による反乱が勃発しているハイチに派遣されてしまう。この地で夫は黄熱病に倒れ、ポリーヌの献身的な看護の甲斐なく死亡。このときポリーヌは夫が死んだことに気付かず、死体となった夫を看病し続けていた。
カロリーヌ
ナポレオンの末妹でありミュラの妻。可憐な美少女だが、外見と裏腹に野心家で腹黒い。ナポレオンからボナパルト一家の中で最も自分に似ていると評される。ランヌとミュラが彼女に求愛した際は恋の鞘当てが行われたが、ナポレオンのはからいによって本性をかいま見たランヌは幻滅。カロリーヌも傀儡にできる愚かな夫を求めたため、結果的にミュラの妻となった。兄・ナポレオンが戦死した場合に、夫のミュラを皇帝に即位させたいと画策し、そのための手段としてジュノーと密通した。夫を高い地位につけるため叱咤し、策謀をめぐらせる。
ジェローム
ナポレオンの末弟（三弟）。ヴェストファーレン国王。ロシア遠征より登場。苦労知らず、無能なお飾りで、周囲からも軽んじられている。プライドが高く、兄以外の命令を聞こうとはしない。その軽率な行動は、兄ナポレオンを苛立たせている。

ジョゼフィーヌ
声 - 浅井晴美
ナポレオンの最初の妻。美貌、社交性、愛嬌、幸運に恵まれた「幸運の女神」。古参兵や国民から絶大な人気を誇る。
カリブ海のマルティニーク出身。最初の夫・ボアルネ子爵との間には2児をもうけるも離縁される。恐怖政治時代は元夫をギロチンによって失い、自身も投獄される。釈放後は一時バラスの愛人となるも、ナポレオンの熱烈なアプローチに押され再婚した。元はローズと呼ばれていたが、ナポレオンが自分だけの名前で呼びたいために「ジョゼフィーヌ」となった。結婚時は年齢を4つほど若く申告し、夫のナポレオンは2つ年齢を高くしていた。この結婚はボナパルト家から強い反対にあい、結婚後も義母や義妹から敵意を抱かれ、嫌がらせを受けている。
イタリア遠征ではなかなか夫に同行しようとせず、ナポレオンを苛立たせた。東方遠征中にシャルルとの浮気が発覚し、家から追い出されそうになるも我が子2人と3人がかりで謝罪し復縁に成功した。
激務に励む夫を励まし、人脈強化のために努力しているが、その反面大変な浪費家であり、常に金に困っている。コミックス15巻においては、（顔つきと服装が『ミナミの帝王』の主人公、萬田銀次郎に似た人物から）借金の返済を迫られたり、報酬目当てに夫の周囲の情報をフーシェにリークするシーンもある。
ナポレオンが世襲を意識しはじめたことから不妊に悩むようになり、その妥協案として娘オルタンスと義弟ルイとの結婚を受け入れた。1804年、フランス皇后に即位した。かつては不貞で夫を悩ませた彼女だが、だんだんと夫の浮気に悩まされることとなった。さらに夫の愛人マリア・ヴァレフスカの妊娠で自身の不妊が明らかになり、ますます追い詰められる。
ヴァグラムの戦いの後の1810年、ついにナポレオンとの離婚に合意。国民に惜しまれつつ、14年間の結婚生活に終止符を打った。
マリー・ルイーズ
ナポレオンの二番目の妻であり、フランス皇后。オーストリア皇女。父はフランツ2世、大叔母はマリー・アントワネット。
幼いころ、ナポレオンの軍勢から避難した経験がある。そのためナポレオン、そして大叔母を処刑したフランスに恐怖と憎悪を抱いており、父の命により泣く泣く嫁いだ。しかし結婚は打ち解け、ナポレオン初の嫡出子ローマ王を授かる。
ウジェーヌ
ジョゼフィーヌと、その前夫ボアルネ将軍の息子。母を愛しているものの、軽薄な行動を恥じる一面も。義父ナポレオン、妹、妻子らを愛する好青年である。
ヴァンデミエールの反乱鎮圧後、父の形見である剣の返却をナポレオンに嘆願し、度胸試しの後に剣の所持を認められる。母ジョゼフィーヌがナポレオンと結婚したため、ナポレオンの義息となる。イタリア遠征にも顔を出し、東方遠征からナポレオンの副官として本格的に再登場する。このときはまだ半人前扱いであり、ハーレムで贅沢三昧を送っていたが、ところが母の浮気が新聞で報じられているのを知り発奮。一人前の男、そして兵士になるために試練を求め奮闘する。兵士たちから「熱血バカ副官」と呼ばれるほどであり、若者らしいまっすぐな行動が目立つが裏目に出ることもある。試練を求めるあまり絶食するなど、多少のマゾヒズムを行動ににじませる。長じてからは誠実な軍人として、ナポレオンを支える。
1806年、バイエルン王女・アメリと結婚。夫婦は仲むつまじく幸せな家庭を築き、7人の子に恵まれた。
オルタンス
ジョゼフィーヌの娘で、ウジェーヌの妹。ウジェーヌがナポレオンに剣の返却を嘆願しに行く際、「（ナポレオンが）ヴァンデミエールで市民の血を飲んだ」という噂を信じて会いに行くのを止めようとする。ジョゼフィーヌとナポレオンの結婚により、ナポレオンの義娘となった。母親思いでありその意向に逆らえず、初恋の相手であるデュロックへの思いを断ち切りルイ・ボナパルトとの結婚を承諾する。
しかし、母ジョゼフィーヌがナポレオンに離婚されたのと同時期に、ルイと離婚する。夫の間に3人の男子を授かっていたが、三男のシャルル・ルイ＝ナポレオン・ボナパルト（後のナポレオン3世）のみを引き取った。
ジュリー・クラリー
デジレの姉で容姿は妹より劣る。デジレと別れたジョゼフに乗り換えても構わないと迫り、結婚した。夫がスペイン王になったことに伴いスペイン王妃となったが、ナポリの方がよかったと感じている。
デジレ・クラリー
もとはジョゼフの婚約者であったが、ナポレオンと恋仲になる。その後、ジョゼフィーヌに心惹かれたナポレオンに一方的に振られてしまった。ナポレオンを嫌うベルナドットに接近、結婚する。自分を捨てた元恋人への恨みが消えないらしく、夫にナポレオン打倒をささやいている。ナポレオンは彼女のことを思いやってか、夫のベルナドットの度重なる軍令違反に対して厳しい処断を下せずにいる。
夫ベルナドットがスウェーデン王太子となると、ナポレオンとの別れを惜しみながらフランスを旅立った。

### フランス軍

#### フランス帝国元帥
ナポレオンの皇帝即位と同時に、ベルティエ、マッセナ、オージュロー、ミュラ、ベシエール、ベルナドット、スルト、ネイ、ランヌ、ダヴー、モンセイ、ジュールダン、モルティエが元帥に昇進。名誉元帥にはセリュリェ、ケレルマン（父）、ペリニョン、ルフェーブルが任命された。

##### 1804年任命
平民、元貴族、反ボナパルト派、共和主義者、王党派、カトリック、無神論者など、あらゆる人物が取り入れられた人選である。
ベルティエ
ヴァンデミエール編で、ナポレオンが勤める本屋に客として訪れた際に、孫子の兵法書を購入し顔見せ登場。その後イタリア編から本格的に活躍する。鼻をほじる癖がある冴えない風貌の小男だが、有能な参謀であり指揮能力も高い。軍務の裏方やナポレオンの命令系統の伝達などの技量に関しては他者の追随を許さない。提出書類にこだわる官僚的側面や、自分の評価を執拗に気にする面を持つ小心なところのある人物であり、上司にあたるナポレオンの横暴や部下の無神経さに振り回され気味である。人使いの荒いナポレオンの元ではオーバーワーク気味で、周囲からも悲惨な境遇だと驚かれるほどである。限界を超えた疲労によるミスも。
独身だがイタリア名門貴族のビスコンティ夫人と愛人関係にある。東方遠征時には恋しさのあまりホームシック気味になり、彼女を崇拝する祭壇まで作って祈る始末であった。ナポレオン皇帝即位時、元帥に昇進した。
クーデター後第一執政となったナポレオンから陸軍大臣に任命されるも、マレンゴの戦いに際して司令官に戻される。カルノーの辞職に伴い、再度陸軍大臣に復職した。
ナポレオンの勧めによりバイエルン王の姪と結婚。同時期に未亡人となったビスコンティ夫人と妻妾同居を始める。妻と愛人は良好な関係であった。
マッセナ
声 - 髙階俊嗣
トゥーロンに派遣された援軍の指揮官で、デュゴミエの部下であった。幼いころは叔父のもとで石けん作りを手伝っており、そこで身につけた腕力をいかしマッセナ団というギャングを結成していた。石鹸を一定の大きさに切るための鍬状の道具を凶器（武器）として振るう。略奪を好み、自身から奪われる・奪われた物を返却されることを異常に嫌う。極めて物欲が強く、密貿易で懐を潤している。部下への年金すら惜しむ吝嗇さは「ドケチ」と軽蔑されている。
戦場まで愛人を同行するほど好色な人物であり、スルトら部下から猛反発を受けることも少なくない。欠点も多いが沈着冷静で極めて有能な指揮官である。
トゥーロン攻囲戦では敵の金庫を襲うべく、ラルティック要塞を襲撃する。イタリア編でも金銭への執着は相変わらずであり、略奪や軍の補給品の横流しを散々やらかした挙句に男装させた愛人を前線に連れて来るなど、問題行動も多かったが随所で活躍した。東方遠征中はスイスで防衛に当たり、ロシア軍のスヴォーロフ相手に粘り強い戦いぶりを見せた。その後圧倒的な不利の中、ナポレオンの救援を待ちながらジェノバで篭城する。限界まで粘る中でもはったりと凄みを見せ敵相手に有利な交渉を行い、ついに開城した。ナポレオンが第一執政となった後は、反ナポレオンの動きを見せるようになる。第一執政時代の兎狩りが原因で隻眼となった。ナポレオン皇帝即位時、元帥に昇進した。
ポルトガル遠征ではウェリントン相手に苦戦し、ウェリントンがリスボン北方に築いたトレス・ヴェドラス線を攻めあぐね大敗。罷免され、軍人としての経歴を失意のうちに終えた。
オージュロー
声 - 千葉繁
イタリア方面軍の師団長。粗暴かつ横柄な性格で、母親がドイツ人のためか訛った口調で話す。独特のファッションセンスの持ち主であり、上半身裸か素肌に直接軍服を着用するのが気に入っているようで、乳首毛専用の小型櫛を携帯している。自ら戦うことを好み、サーベルや二挺拳銃で戦闘に参加することも多い。
フリュクチドールのクーデターでは実働部隊として活躍。東方遠征には不参加。ブリュメールのクーデターでは、彼と同じくジャコバンであるベルナドットと共に監禁拘束された。その後は執政政府に忠誠を誓うも、過激なジャコバン派である彼は、カトリック教会の復権を初めとする宗教政策などが原因で徐々にナポレオンに反発を抱くようになる。
書類を一切提出しないなどおおざっぱな性格であるために、神経質なベルティエとは諍いが絶えなかった。一方でランヌと懇意である。ナポレオン皇帝即位時、元帥に昇進した。
気前がよく人情に篤い性質からか部下に大変慕われており、愛妻家である優しい一面も持つ。高熱に浮かされていたアイラウの戦いでは、亡妻の幻を見ていた。
ミュラ
声 - 成田剣
ヴァンデミエール編から登場。猟騎兵連隊隊長。ナポレオンの義弟。
おしゃれで派手好きな長身の美男子で、女にもてるため恋愛には自信を持っている。自分の美貌に誇りを持っており、顔に傷つけられることをひどく嫌っている。一度、ナポレオンが店員を勤める本屋に客として訪れたが、ヴァンデミエールの反乱で彼と再会し、立場が逆となる。以後、ナポレオンの副官の一人として彼に付き添う。
イタリア編では単騎で敵中に取り残された味方の将軍を救出し、敵からの称賛に恍惚とした表情を浮かべる、自分より目立つ者を妬むなど、軽薄で目立ちたがり屋な側面を見せる。性格的にそりの合わないランヌと対立し、妻となるカロリーヌをめぐっては激しい鞘当てを繰り広げた。ナポレオン皇帝即位時、元帥に昇進した。ナポレオンの義弟であることからも順調な出世街道を歩み、パリ司令官、フランス大公、ベルクおよびクレーヴ公などを歴任、ナポリ王となる。皇帝の義弟として権勢を誇るものの、妻カロリーヌの野心と策謀に振り回される。ナポレオン不在時にはタレイランやフーシェに傀儡として担ぎ上げられ、クーデター未遂を起こされている。
ベシェール
イタリア遠征より登場。長髪と濃い髭の剃り跡が外見上の特徴である。かつては床屋であり、ミュラとは同郷出身の親友である。騎兵出身であり、ナポレオンの護衛にあたることが多い。ランヌとは大変相性が悪い。ミュラがカロリーヌに求婚した際は、恋敵となったランヌ妨害に協力。怒りに燃えたランヌによって真夜中、自宅を襲撃された。ランヌが30万フランの軍資金を使い込んだ際もナポレオンに密告しており、怨みをかった。ナポレオン皇帝即位時、元帥に昇進した。
ロシア遠征失敗後、リュッツェンの戦いにおいて、胸部に砲弾の直撃を受け戦死。戦死時の本人の回想で、革命時には王党派寄りであったことが語られている。
ベルナドット
イタリア編末期にイタリア方面軍に転属となった将軍。過激なジャコバン派であり反ボナパルト派の思想を持つ。ナポレオンの兄・ジョゼフの妻ジュリーの妹デジレと結婚しており、ボナパルト一族の一員である。
一見紳士的で誠実であるが、実際はかなりプライドが高く、蔭でナポレオンやオッシュの活躍に対する妬みや、自身を高く評価しない上層部への不満を小声でぶつぶつと呟き続けるという、狭量な印象を与える癖がある。ブリュメールのクーデターではシェイエスから首謀者に加わるよう勧誘されるが断り、当日はナポレオンに監禁拘束された。ナポレオン皇帝即時、元帥に昇進しのちにポンテコルヴェ公となった。
深刻な軍令違反で味方を窮地に追いやったため、ナポレオンは何度も罰しようとするが、妻・デジレへの後ろめたさから処断できずにいる。
ダヴーはじめ周囲の同僚からは嫌われており、軍人としての素質も優れてはいないが、紳士的な寛大さを持ち合わせている。スウェーデン軍兵士への寛大な処置は相手に深い感銘を与えた。後継者を失ったスウェーデン王室の要請により、スウェーデン王太子となる。
フランスがロシアと戦端を開いた後は、かつての祖国を裏切り秘密裡にロシアと手を結んだ。
スルト
作品冒頭アウステルリッツの戦いにて初登場。第4軍団司令官。ナポレオン曰く“フランス最良の戦略家”。ただし、スルト自身はナポレオンを一歩引いた客観的な目で見ている。
第一執政時代に再登場。この時点では軍務を退いており、腕のよいパン職人としてビクトルのビストロで働き、吝嗇であるとして嫌っていた元上官のマッセナと乱闘になったことがある。カドゥーダルによる第一執政暗殺計画を防いだことが契機となり、軍籍に復帰。ナポレオン皇帝即位時、元帥に昇進した。出世後は貪婪な性質が剥き出しになり、マッセナ以上の掠奪と蓄財に励んでいる。ランヌと不仲。
ネイ
燃えるような赤毛が特徴の将軍。ドイツ語に堪能。樽職人の家に生まれるものの、伝説に残るような英雄になりたいと願ってきた。そのため家業を継ぐことを嫌がり兵士となる。性器名称を好み、やけに口にする癖がある（これは史実準拠）。モローの配下から第一執政となったナポレオンの配下に加わり、ナポレオン皇帝即位時、元帥に昇進した。
女性関連では失敗が多く、モローの愛人イダ、サーカスの娘ジャンヌら相手に失恋を繰り返しては自殺未遂を繰り返していた。マリー・アントワネット侍女の娘にあたるアグラエを娶り、やっとこの悪癖は落ち着いた。酒癖が悪いのも難点。これさえなければ「理想の上司」と部下からは評されている。
戦争と名誉を神聖視し、敵味方問わず勇敢な者を重んじ負傷兵を見捨てるようなことはしない。馬鹿かと思えば賢く、厳しいかと思えば優しく、大胆かと思えば繊細と、はかりかねる部分の多い規格外の男である。非常に勇猛果敢であるがやや思慮に欠ける点があると自他ともに認めており、勇み足で味方を窮地に追い込むこともある。
ランヌ
イタリア編より登場。禁欲的な人物で常に「どこでも戦える兵士」たらんと意識している。身体能力も高く、行軍の際に素早く山を駆け下りたり、市街戦の際にオーストリア軍のバリケードに設置された大砲から発射された釘と銃弾を二角帽子で受け止め拡散を防いだりするなど、常人離れした運動能力の持ち主として描かれている。極めて勇敢・実直な性格ではあるのだが、粗暴な一面も併せ持ち、頭に血が上れば無抵抗の女子供をも容赦なく虐殺しかねないため、「狂犬」と非難されることもある。口ばかり動かして働かない奴や軽薄で自分勝手な人間を嫌っており、ミュラと対立している。ミュラの妻となるカロリーヌをめぐっては激しい鞘当てを繰り広げた。ナポレオンに高く評価されており、また彼もナポレオンに心酔しており、階級を越えた真の友人同士である。
積極的で勇猛果敢な性格ゆえに、しばしば前線で部下を叱咤激励し、さらには自ら突撃をも繰り返す。そのため負傷も多く、東方遠征後半で受けた傷が元で首が曲がる障害を負ってしまう。それでも驚異的な生命力の持ち主であるため回復が早く、すぐに前線に復帰する。彼の部下もまた、勇将のもとで類い希な勇気を発揮する。粗暴でけんかっ早いトラブルメーカーでもある。金銭感覚にルーズな面も持ち合わせていて、軍資金から30万フランを無断で使い込みが発覚した際は、ポルトガル大使に左遷されるも、ナポレオン皇帝即位時には元帥に昇進した。なおこの時、トレードマークであったおさげを断髪した。負けん気が強いせいか同僚と対立することが多く、ミュラ、ベシェール、スルトと仲が悪い。特にミュラは「うんこミュラ」と呼ぶほど嫌っているが、何かと行動を共にすることが多い。半島戦争から厭戦傾向を見せるようになる。
最初の妻とは妻側の不貞が原因で離婚。カロリーヌの本性に幻滅したこともあり女性不信気味であったが、ナポレオンの勧めで再婚した愛妻・ルイーズとは温かい家庭を築いた。
アスペルン・エスリンクの戦いで両膝に砲弾の直撃を受け、右脚切断の重傷を負い壊疽が悪化して死亡した。
ダヴー
声 - 大羽武士
作品冒頭アウステルリッツの戦いにて初登場。通称“不敗のダヴー”。ナポレオンの義弟にあたるルクレールの妹と結婚しており、ボナパルト一族の一員である。
貧乏貴族の家庭に生まれる。幼年学校時代にも登場し、ナポレオンとフェンシングで勝負している。「ダヴー外伝 禿鬼」では、頭髪がよく抜けることを気にしながらも、派遣議員暗殺の真相とデュムーリエ将軍の裏切りと内通を見抜くという鋭さを見せた。なお、この作中でダヴーがフェルニッヒ姉妹を殺害しているが、史実ではない。
東方遠征編においてドゼーの部下として再登場。身なりに無頓着な性格のためか、頭髪が乱れがちで、服も臭うことがある。初めはナポレオンに反感を抱くものの、その軍人としての力量に圧倒され、熱烈に崇拝するようになる。エジプト遠征の帰路にて、ビクトルらとともに英国海軍に捕縛されるも解放された。
執政政府では調査室長に任命され、ナポレオン皇帝即位時、最年少34歳で元帥に昇進した。元帥の中でもトップクラスの指揮能力を持ち、イエナ・アウエルシュタットの戦いでは倍のプロイセン軍を相手に一歩も退かず見事勝利を収めた。
モンセイ
ブリュヌ
ヴァンデミエールの反乱勃発時に国民公会側で参戦（名前はイタリア編で登場する）し、ナポレオンの大砲使用については「言いにくいことをあっさり口に出した」と評していたことから、自身でもそのように考えていたと窺わせる。
リヴォリの戦いの少し前にイタリア方面軍へ転属となり、ジュベールと共にナポレオンの幕僚として身近にいた。ジュベール同様長身であるため、2人が近くにいると、ナポレオン曰く「山に挟まれた気分」になる。ナポレオン皇帝即位時、元帥に昇進した。
ジュールダン
モルティエ
名誉元帥として、長年の功績が認められた以下の老将軍が任命された。
セリュリエ
単身最前線で敵の矢面に立ち味方を奮起させる（このことは実際のマルモンの手記に記されている）など、革命後の新時代においても、旧貴族本来の気高さや騎士道を守り通す老将軍。士気を高めるために兵士達に略奪を奨励するナポレオンの方針に不服を抱きつつも、従っている。ナポレオン皇帝即時に名誉元帥に昇進した。
ケレルマン（父）
マレンゴの戦いで突撃したフランソワ・エティエンヌの父。
ペリニョン
ルフェーブル
モロー失脚後最も尊敬されている革命戦争の英雄。裏表のない性格で、絵に描いて額に入れたような軍人と評される。軍人としては凡庸だが、堅実性があり誠実さが持ち味。
作中では、元帥就任の幸運を祝福した友人に、千発以上の弾丸をくぐりぬけてきたと返した逸話が紹介された。
周囲から尻に敷かれていると思われるほどの愛妻家。妻は従軍していた元洗濯女で、気取らぬ性格をしている。

##### 1811年任命
スーシェ
トゥーロン編から登場。部下から非常に慕われている。彼にスポットを当てた「スーシェ外伝 月牛」では、故郷のリヨンを攻撃する際の彼が描かれている。牛の頭部の被り物をかぶって登場することが多い。
半島戦争では、スペイン人の人心を掌握しながら、善政を行う。1811年、スペイン統治を安定させた功績を評価され、元帥に昇進。「スーシェがふたりいたら私はスペインを掌握できただろう」とナポレオンから評価された。

#### トゥーロン攻囲戦
ジュノー
声 - 関幸司
ナポレオンの部下。ボナパルト家がコルシカ島から落ち延びた後に住み着こうとした家の先住者。ナポレオン達が家に侵入してきた際、妹・ポリーヌに出会い一目惚れするが、彼女に「私に会いたかったら男らしくなって」と言われ、以後ナポレオンの隊に歩兵として加わり、イタリア遠征時からシャルルに替わってルクレール配下の騎兵となる。極端に無口で、「ポリーヌ」「うが」以外の台詞をほとんどしゃべらない。ジョゼフィーヌの侍女・ルイーズと一時期親密な仲になりかけたことがあるが、そのせいで失恋してしまうこととなる。東方遠征ではナポレオンから置き去りにされた。帰国後はロール・ペルモン（愛称ルウルウ）(Laure Junot, Duchess of Abrantès)と結婚し、パリ司令官に任命される。ナポレオン皇帝即位時の元帥昇進からは外された。
ミュラの妻でありナポレオンの妹にあたるカロリーヌと密通し、大いに揉めた。スペイン攻略を目指したナポレオンによりポルトガルに派遣されるが苦戦する。
妻の不貞によるストレスと、肉体の痛みを軽減するため、麻薬を服用していた。ロシア遠征のころには、深刻な麻薬中毒の症状が出始めている。
マルモン
トゥーロン攻囲戦以降、ナポレオンの副官となる。上官を選ぶ兵士であり、ナポレオン着任以前は無能な上官をわざと危険な場所へ赴かせたり、狙撃したりしていた。ナポレオンには忠実であり、彼が投獄された際も脱獄の準備をしていた。イタリア編以降は砲兵隊を率いる。ナポレオン皇帝即位時の元帥昇進からは外され、その人事に強い不満を抱き、ナポレオンに対し愛憎半ばする感情を抱いている。きまじめで内政手腕に優れており、領地の視察や改革を熱心に行う一面もある。
カルトー
ナポレオンが着任した時点での革命軍トゥーロン攻略部隊司令官。画家上がりで軍事的な知識や才能が皆無な将軍であり、ナポレオンの作戦案を尽く却下した。朝食中にイギリス軍の砲撃を受け（マルモンの挑発が原因）、腑抜けと化して更迭される。ヴァンデミエール編でも登場するが、殆ど顔見せだけの出番であり、どの分野でも自分より才のある者がいることを嘆いていた。
ドッペ (François Amédée Doppet)
カルトーの後任として派遣されたトゥーロン攻略部隊司令官。医者上がりの将軍で、目前で幕僚の1人が砲弾で無残な死に方をした際に、血の海を見て恐怖に駆られて退却命令を出すような、胆力に欠けた腰抜けとして描かれている。史実では自ら辞任したが、本作ではマルモンに頭部を狙撃されて死亡。ナポレオンは黙認した。
デュゴミエ
ドッペの後任としてトゥーロンに派遣された革命軍の将軍。叩き上げの人物で、戦略眼や部下の人心掌握に長けている。ナポレオンの軍事的才能を認め、彼の作戦を採用する。登場年代の当時は50代中盤であるにもかかわらず、非常に老齢な人物として描かれている。史実ではこの1年程後に砲弾の直撃を受けて壮絶な戦死を遂げた。彼が「あいつはいつか偉くなる」といった対象は、実際に相当な立身出世を果たしている。
なお本作品の代名詞とも言える「大陸軍は世界最強！」というシュプレヒコールは、彼の演説「革命軍は地上最強！」をナポレオンが剽窃したものである。
ルクレール
デュゴミエいわく「伊達騎兵」「ボンボン」。トゥーロン編でトゥーロン攻略部隊の騎兵隊員として登場する。が、デュゴミエからミュルグラーブ砦（通称、小ジブラルタル）への抜け穴掘りをジュノーと共に命じられるも、怠けていた。しかし、剣の腕は確かで、総攻撃の際にジュノーや数人の手勢を引き連れて決死の殴り込みをかけた。イタリア編で再び登場し、騎兵として活躍する。後にポリーヌと結婚、現地での革命鎮圧のためハイチに派遣され、その地で客死する。彼の死によって、ナポレオンのハイチ支配は頓挫した。
ヴィクトール
トゥーロン編でマッセナの指揮下にある騎兵隊長（服装から見て軽騎兵、ユサールと思われる）として登場する。太った巨漢であるが、剣の達人でもある。任務を成し遂げた後でやたらと「怖かった」と口にするため、マッセナは彼のことを「怖がりデブ」と呼んでいるが、率先して敵陣に斬り込むなど本当の臆病者ではない。後述のビクトルとは別人。

#### フランス革命期
オッシュ
パリの牢獄に収監中、ジョゼフィーヌに誘われと一時的な愛人関係を結ぶ。彼はすでに結婚しており、釈放後にはジョゼフィーヌと別れた。
史実ではサン＝ジュスト派の将軍に告発されて収監された。ジョゼフィーヌとの恋も史実に基づく。釈放後はヴァンデの反乱の鎮圧に従事した。
メルダ
一兵士。テルミドールのクーデターの際に彼が撃った銃弾がロベスピエールの顎を砕き、彼の言葉を奪った。その直後、その場に居合わせたサン＝ジュストに拳銃の銃身で左目から脳髄まで刺し貫かれて死亡（史実では、ボロジノの戦いで戦死するまで生存）。ちなみに「メルダ」はフランス語で「糞」の意味である。

#### イタリア遠征
トマ＝アレクサンドル・デュマ
イタリア方面軍所属の将軍。サン＝ドマング（現在のハイチ）で黒人の母と白人の父との間に生まれたムラート（混血）。三銃士やモンテ・クリスト伯（巌窟王）の著者である文豪アレクサンドル・デュマ・ペールの父親でもある。
セリュリエと共にマントヴァ攻囲軍の指揮を執っており、マントヴァに籠城するオーストリア軍部隊に少量の肉とダルヴィンチ軍敗走のニュースの載った新聞を投げ込み、降伏を勧告する。また、規律の緩みがちな攻囲軍将兵に対して厳しい訓練を施す鬼軍曹的な側面を持つ。
エジプト遠征では兵士を労らないナポレオンに不満を抱き、命令違反を犯した上に遠征を批判して除籍される。帰国途上で難破しナポリ王国に二年間監禁された挙げ句、毒を盛られ衰弱。失意のまま軍人としての経歴を終えた。
シャルル
ルクレールの副官。夫の留守をあずかるジョゼフィーヌに近づき、不倫相手となった。パリでジュノーによって騎兵服を奪われたことがある。ナポレオンのエジプト帰還によって心根を入れ替えたジョゼフィーヌと別れるが、彼を快く思わないランヌによって腕を折られ、橋から川へ突き落とされた。

#### 東方遠征
クレベール
エジプト遠征軍に参加した将軍の1人で、エジプト遠征以前はヴァンデの反乱の鎮圧に従事していた。途中立ち寄ったマルタで、総裁政府に対するクーデターをナポレオンに唆す。歯に衣着せぬ豪快かつ有能な人物であり、ナポレオンの飽くなき野心に強い反感を抱き、部下を見殺しにする彼に諫言を繰り返す。その才能と反発に、ナポレオンは嫉妬まじりの危惧を覚えていた。後にナポレオンは彼に無理矢理東方遠征最高司令官の地位を押しつけてフランスへと帰国し、クレベールを激昂させる。その後クレベールは孤軍奮闘しつつも兵士を率いて帰国をめざすが、刺客の刃に斃れた。
ドゼー
エジプト遠征軍に参加した将軍の1人で、ダヴーの上官にあたる。笑顔を絶やさない穏和な人物であるが、冷徹さや観察眼も持ち、クレベールのクーデター提案に対するナポレオンの本心を見抜く。制服を好まず、周囲の者が着るよう促してもなかなか着ない。エジプトでは現地の美女を集め、ハーレムを作っていた。エジプト遠征の帰路、ダヴー、ビクトルらと英国艦に捕縛されかけるも機転を利かせ逃れ戦地へと向かう。マレンゴの戦いでは圧倒的不利となっていたフランス軍逆転の契機を作るも被弾し、誰にも気づかれることなく落命した。
カファレリ
義足の老将。温厚な性格で敵味方双方から慕われ、エジプト現地住民の学者と交流する。暴動の際、暴徒により殺害される（史実では当時43歳でシリア遠征中に戦傷死）。

#### 第一執政時代 ・フランス第一帝政以降（これより「覇道進撃」）
マルボ
父の代からマッセナの部下として従軍。ジェノバ籠城戦での父の死を乗り越え、勇敢な騎兵として各地を転戦する。愛馬リゼットは噛み癖のある獰猛さを誇るが、ビクトルの智恵を借りたマルボは見事乗りこなし、戦場では幾度も危機を救われた。死地をくぐる危険な任務を何度も経験し、死体と間違えられたことすらある。
老年期の彼が過去を回想する形で展開する話が、本作ではしばしば見られる（前述の「表紙に美少女→巻頭にグロテスクシーン」はこのパターンが多い）。
デュロック
ナポレオンの最も古い友人であり部下。オルスタンスが恋い焦がれた片思いの相手である。
ウディノ
ウルムの戦いより登場。
ジョミニ
ネイの副官。戦術に優れ、猪突猛進傾向のあるネイを助ける。
デュポン
元帥への昇進を期待され半島戦争に赴くものの苦戦。大陸軍初となる地上戦での敗北を喫した。ネイの嘆願により一命を取り留めるものの、ジュー要塞に投獄されナポレオンの失脚まで許されることはなかった。
マクドナルド
スコットランドから亡命したジャコバイトの子孫。かつてポリーヌと3日3晩も情事に耽っていたことが暴露され、ナポレオンに疎まれていた。ヴァグラムの戦いにおいては、ウジェーヌ配下の将軍として活躍する。

#### ロシア遠征
グヴィオン＝サン＝シール
あだ名は「梟」。皇帝ナポレオンと不仲。ありとあらゆる軍人を軽蔑し、皇帝への嫌悪を隠す気もなく、媚びることすらない。皇帝即位嘆願書も署名せず、皇帝戴冠式も欠席し、自宅でバイオリンを弾いていた。
溢れるほどの軍事的才能を持ちながらも、芸術家志願という変わった男。

#### 海軍
ブリュイ
フランス海軍提督。ナポレオンをエジプトに運んだフランス艦隊の司令官。自艦隊とネルソン率いるイギリス艦隊（＝フランス海軍とイギリス海軍）の力の差を熟知しており、ナポレオンが海戦に無知なことや兵士の状態の悪さなどから自艦隊の行く末を案じていた。
アブキール湾の海戦において、砲弾で両脚を吹き飛ばされてからも、ロリアンの後甲板で椅子に座り指揮を執り続けたが、砲弾で体ごと吹き飛ばされ戦死。
ヴィルヌーヴ
フランス海軍艦長。アブキール湾の海戦ではギヨームテルを指揮していたが友軍が壊滅したため戦闘に参加せず、戦力温存のため逃走した。
トラファルガーの海戦ではナポレオンの叱責と失敗を恐れるあまり、ネルソンに対して後手に回り、スペイン海軍との連携も失敗。大敗を喫した。捕虜交換で釈放されるも、自殺ともナポレオンによる暗殺ともとれる不可解な死を遂げる。
デュプティ＝トゥアル
フランス海軍艦長。アブキール湾の海戦ではトナンを指揮、両腕と片脚を失っても戦死するまでふすま桶の中から指揮を続け、味方を鼓舞した。
ルカ(Jean Jacques Étienne Lucas)
フランス海軍艦長。トラファルガーの海戦ではルドゥターブルを指揮した。海戦では不利と判断、マスト上に多数の狙撃手を配置し、白兵戦を挑む作戦を選択。ネルソンの旗艦ヴィクトリーと死闘を繰り広げる。配下の水兵キリー（本作ではビクトルからツーロンで狙撃を習った設定）がネルソンを狙撃し、致命傷を負わせることに成功した。

### ビクトルおよびオリジナルの兵士たち
ビクトル
本編オリジナルの人物。連載開始時から登場し、一兵士として裏の主役とも言える人物である。そそっかしく、迂闊なところが最大の特徴。ナポレオン、フーシェ、ダヴー、ランヌ、ネルソンら主要人物とトラブルをしょっちゅう起こしたり、巻き込まれたりする。兵士としては無能であったが、過酷な従軍の中でしぶとく強靱な脚力と度胸を身につけていく。
ナポレオンの戦役のほとんどに参加し、普通ならば古参兵としてもっと出世していくはずだが、前述のトラブルのせいでいつまで経っても伍長が関の山だった。
処刑人サンソンの手伝いをしていたが解雇され、トゥーロン攻囲戦からナポレオンの率いる部隊に従軍する。トゥーロンでは派遣議員のふりをして敵を陽動し、イタリア遠征ではひたすら移動しながら連戦という戦線の過酷さを体験した。東方遠征では敵に捕虜として捕まり、貞操を奪われてしまうが、後に「尻の仇」を討つことに成功する。ナポレオンのエジプト脱出後は、他の大勢の将兵と共にエジプトに置き去りにされるも、やがて疫病神扱いされて追い出された。フランスへの帰路、ドゼー、ダヴーらとともに乗船がネルソンによって捕獲される。その際、ドゥノンからもらったエマ・ハミルトンの裸体画をめぐりネルソンと争い海に転落。捕虜となった。その後、船員を経てポルトガルで投獄されたところをランヌに救い出され、資金援助を受けビストロを開店。この店ではサンソンの口利きでスルトがパン職人として働いていた。しかし「ビストロ・ビクトル」はカトゥーダルによる第一執政暗殺計画に巻き込まれ火災が発生、一夜にして燃え尽きてしまった。
その後、ゆきだおれていたのをサンソンに介抱され軍をやめるよう説得されるも、ビトーという徴兵拒否者の身代わりに新兵として再び従軍。スパイとして疑われるも、ダヴーにより嫌疑が晴れた。
戦いの中で狙撃手としての才能を開花させるようになり、敵味方問わず重要人物を銃撃することが多い。ツーロンでのフッド提督、イタリア遠征時のラアルプ将軍、エジプト遠征時のフェリポー、イエナ・アウエルシュタットの戦いのブラウン・シュヴァイク公、ボロディノの戦いのバグラチオン将軍など。さらに彼からツーロンで狙撃を習ったキリーという水兵が、ネルソンを撃ち致命傷を負わせた。
恋の悩みを持つ相手に「三人で仲良くナニしたら」と助言した結果、酷い目にあうことも多い。
百日天下後、セントヘレナ島へ出港する直前のナポレオン一行の前に姿を現し、叙勲を乞う。ナポレオンは勲章の持ち合わせが無かったが、代わりに愛用のサングラスを与えた。それから36年後もサングラスをかけて酒場で過ごす姿が描かれる。
単行本巻末では彼と作者との対談が書かれ、カバー下に「ビクトル戦報」が書かれることもある。
でぶ野郎
トゥーロン編に登場。マルモンの先輩格の砲兵。カルトーの悪口を言ったり、ドッペを謀殺したマルモンを逆さ吊りにしていた。兵卒の「実砲」であるナポレオンに期待を寄せている。総攻撃時に砲架の無い大砲の上に乗ってマルモンに砲を打つように命じ、発射後の反動で砲の下敷きになる。その後、肋骨をやられただけで一命を取り留めたが、退役し靴屋になると言っていた。でぶ野郎は勿論あだ名だが、名前は「オ…ス…カ…」と言いかけただけで不明。
ビクトルの仲間（のちの店主）
東方遠征編（11巻）から頻繁に登場し、ビクトルと共にエジプト、シリアで戦った戦友の片割れ。彼はアクル包囲戦中、農家の台所を借りてビクトル達に豪華料理を振る舞った。飯屋兼ホテルを営業すべくパリで修行していた腕前であり、戦友は「パリの高級食堂の味」と評価した。この食事会に飛び入りで参加していたランヌは「夢の前に怖気ず、あの男（ナポレオン）の様になれ」と激励を送った。のちに彼はフェリポーによって負傷したランヌを救助している。エジプト遠征からの帰還後は念願のレストランを開業。店は繁盛しているようだが、しばしば客によって乱闘が発生しているようである。ついにはフーシェの手回しにより王党派粛清の「お誕生会」に店を利用されて大破してしまった。このとき彼はその場に居合わせたナポレオンを痛罵するも、レジオン・ドヌール勲章を与えられ、感激している。
ビクトルの仲間（小柄な兵士）
東方遠征編（11巻）から頻繁に登場し、ビクトルと共にエジプト、シリアで戦った戦友のうち小柄なほう。戦友の料理を「パリの高級食堂の味」と評した。その後の消息は不明。
双子の鼓笛少年兵
イタリア遠征編（獅子9巻）に登場したつながった眉毛が特徴の双子。初登場時14歳。マッセナの部隊に所属していたが、兄・ビンセントをオージュローが自分の隊に入れた。のちにアイラウの戦い（覇道8巻）にて、オージュロー配下の兄が遠征が終わったら結婚すると告げていた。
ルカ・シュタイナー
パリ近郊出身の兵士。妊娠したポーレットを置き去りにして、ロシア遠征に従軍した。
マルク
古参近衛兵。エルバ島で人妻のマリと熱愛に陥り、ナポレオンやカンブロンヌから不倫であると叱責される。しかし最終的に交際を認められ、ワーテルローではマリと揃って死ぬまで戦った。
マリ
エルバ島の酒保女。無頼漢の夫を追い出してマルクと熱愛する。不倫を咎めに来たカンブロンヌをその巨体と威圧感で畏怖させ、交際を勝ち取った。ワーテルローでマルクと共に一歩も引かず奮戦し、壮絶な戦死を遂げる。

### ナポレオンの近臣・ 側近
タレイラン
片足に障害を持つ、貴族出身の元僧侶。ナポレオンからは「タイユラン」と呼ばれている。享楽的な浪費家であるため、常に金銭を求めている。
僧侶でありながら革命に積極的に参加するも、混乱を避け、恐怖政治の間はアメリカに亡命していた。帰国後、愛人のスタール夫人の勧めでナポレオンと総裁政府に接近する。本作ではスタール夫人と共に、フリュクティドールのクーデターの黒幕として暗躍したとされている。
スタール夫人とバラスの尽力で総裁政府の外務大臣となるも、その腐敗ぶりを早くから見切り、次期政権発足に使えそうな駒を探していた。そしてエジプト遠征から帰還したナポレオンの知嚢として活躍、ブリュメールのクーデターを成功に導き政府を支える。有能であるが忠義の士とは到底言いがたく、常に陰謀がつきまとう人物。ナポレオンに美女を愛人として紹介することも。田舎夫婦にキスの手ほどきを行なったり（結局叩き出され、「亡命生活で舌先が鈍った」と語る）、妊娠8ヶ月のスタール夫人と関係を持つなど、かなりの好色家であるが、愛人との間に子供が産まれたことをきっかけに結婚した。
政治的には「各国の勢力均衡による平和」を志向し、他国への寛大な措置を求め、大陸封鎖令にも乗り気ではなかった。そのため、「欧州の政治的・経済的統合による平和」を目指すナポレオンはだんだんと彼の助言を退けるようになっていく。ティルジットの和約締結後、密かにナポレオンの暴走を止めねばならないと方針を転換。「ヨーロッパの死刑執行人になりたくない」とメッテルニヒに告げ外務大臣を辞任。その後は匿名でオーストリアにフランスの機密情報を漏洩。半島戦争時のナポレオン不在中にミュラを担いだクーデターを企画する。裏切りを知ったナポレオンは彼を「絹の靴下に詰まった糞」と罵倒し、外務大臣から罷免した。その後ナポレオンはマリー・ルイーズとの婚礼では彼の力が必要になり、政界に復活。ただタレイラン自身は、ナポレオンに忠誠を誓っているわけではなく、独裁者は滅びると確信している。
フーシェ
国民公会議員で、陰謀の天才。リヨンでの反乱関係者虐殺を咎められるのを恐れ、バラスやタリアンをけしかけてロベスピエールに対するクーデターを画策する。クーデター後は政治の表舞台から離れてバラスの密偵となり、ナポレオンにも接近する。ちなみに初登場シーンでは、リヨンで虐殺が行なわれている最中に変装して死体の流れる川で釣りをしていたが、ツーロンに向けて従軍していたビクトルに川に蹴り倒され、怒りに震えていた。
ナポレオンの東方遠征中、タレイランの暗躍を危惧するバラスに警察長官の地位を要求して政治の表舞台に返り咲き、ブリュメールのクーデター以降は本格的にナポレオンの懐刀となる。もっとも、ジョゼフィーヌに賄賂を送り情報を得る、ナポレオン死亡後を想定して陰謀を企むなど、不審な行動が多い。ナポレオンの皇帝即時前には、警察省を法務省に合併される形で大臣職を失うものの、のちに復職。国王処刑に賛成したためブルボン朝復活を警戒し、ナポレオンに対してジョゼフィーヌとの離婚および別の相手との再婚を執拗にすすめる。その一方で、離婚後のジョゼフィーヌには同情的であった。
マレンゴの戦いでナポレオンの戦死報が届いた時は、ベルナドットを次の権力者にしようと暗躍するも、誤報とわかったため陰謀をもみ消した。半島戦争時のナポレオン不在中にも、ミュラを担いだクーデターを企画し皇帝に察知される。
度重なる裏切りにも関わらず罷免されなかったが、1810年ついに失脚。隠居に追い込まれる。
各種の陰謀で暗躍する一方で愛妻家であり、また夭折した長女ニエーヴルを思い続けるなど、人間らしい一面も見せている。
サヴァリ（Anne Jean Marie René Savary）
フーシェの後任となった警察大臣。 アンギャン公処刑の際、処刑前の彼がナポレオンに宛てた手紙を破り捨てた。傲慢な性格で内心ミュラを馬鹿にしているような描写がある。半島戦争ではジョゼフに付き従い撤退した。「海岸でペストが発見されたというニュースでも、私の警察大臣任命のニュースほど人々に恐怖を与えなかっただろう」と言われるほど嫌悪された。
後述するマレのクーデターの際には、「ナポレオンがロシアで死んだ」と聞かされた時点で真偽の確認を取ることすら考えつかないほど狼狽しており、あっけなく牢に入れられた。
ブーリエンヌ
ナポレオンの秘書であり、ブリエンヌ幼年学校時代の友人。幼年学校では「調達屋」と呼ばれており、商売の才能がある。コルシカ人というだけで差別の対象になりながらも、挫けないナポレオンに好印象を持っていた。ナポレオンも彼には心を許し、コルシカの統治者になったら特別扱いにしてやると約束を交わしていた。幼年学校卒業後、離れ離れになるがヴァンデミエールのクーデター直前に再会。本屋を営むナポレオンにマルキ・ド・サドの『悪徳の栄え』を紹介し、営業を助けた。クーデター後、彼の秘書となる。史実では、ナポレオンに関する回顧録を後世に残している。
ルスタム・レザ(Roustam Raza)
ナポレオンの護衛でマムルーク出身。アウステルリッツ編にも登場。武術の達人で、レンガを素手で打ち壊したり、剣の腕も達者。ナポレオンがカイロの長老から「護衛が必要だ」と助言され、見つけたのが宦官になるため去勢される寸前の若き日（17歳）のレザであった。この時、ナポレオンとミュラによって助け出され「今日からわたしの男魂（だんこん）はあなた様のもの」と誓いを立て、仕えるようになった。

### フランス政府

#### フランス革命の志士たち
ミラボー
ナポレオンが誕生した年、フランス軍コルシカ島攻略部隊の将校として登場。後のフランス革命初期において立憲王政を主張するフイヤン派の指導者として辣腕を振るい、ロベスピエールらの国王処刑には反対する。後の議会で、コルシカ島から亡命していたパオリの恩赦とコルシカ島への帰還を認めさせる。
死の直後、パンテオンに埋葬されるが、8月10日事件の際に国王との密約が明るみに出たため、遺体は民衆の手でゴミ捨て場に投棄された。
別名「疱瘡の虎」。ロベスピエール曰く「ヤリチン」。
ロベスピエール
声 - 銀河万丈
ジャコバン派の領袖で、革命の勃発から恐怖政治期までの期間における、フランス最強の男。特定の人物ではなく市民と革命を愛するが故に、童貞である。エベール派・ダントン派を粛清した後、さらに恐怖政治を加速させるが、他の議員の反感を買い、テルミドールのクーデターで失脚、処刑される。その最期まで私情に囚われず、全ての者が平等に語らう社会の実現を望んでいた。
ルイ16世の戴冠式の帰途、ラテン詩での祝詩を送った少年時代の思い出を懐かしく回想しておきながらその直後に、ルイ16世の処遇を「死刑」と即断で宣言するシーン、サン・ジュストに「私は」「童貞だ」と打ち明けるシーンは、作中の名場面の一つに数えられる。
肖像画では省かれているものの、実際には着用していたという色眼鏡が特徴的な風貌である。この色眼鏡はサン・ジュストを介して、ナポレオンの手に渡ることになる。
15巻でのシェイエスの回想で再登場し、さらにカバー裏には雑誌掲載時の処刑シーンが復刻掲載されている。
ロラン夫妻
ジロンド派。夫は内務大臣。妻であるロラン夫人は「ジロンド派の女王」とまで呼ばれ、実質的なジロンド派の指導者であったが政争により刑死。夫は逃亡先で妻の死を知り自殺した。
クートン
ロベスピエールの同志。足が麻痺しているため、常に車椅子に乗っている。公会に反旗を翻したリヨンに派遣されるが、処罰が甘いとしてフーシェに取って代わられる。テルミドールのクーデターの際は大砲や爆弾を装備した車椅子で兵士と戦い、最後はバラスを巻き込んで自爆した（クートンが車椅子に乗っていたことは史実通りだが、武器は仕込まれていない）。
ダントン
ジャコバン右派。恐怖政治の停止を求めるが、ロベスピエール一派によって逮捕に追い込まれる。裁判では豪胆な演説で市民を味方につけるが、結局同派のデムーランと共にギロチン送りとなった。
怪力で、さらには愛妻家として描かれており、夜中に妻の死体を掘り起こして抱きしめるシーンがある。
エベール
ジャコバン左派。マリー・アントワネット処刑を推進した人物。民衆の食料問題に取り組み（それ以上の問題は理解できていないが）、『デュシェーヌ親父』という新聞を発行し、下層市民の支持を得る。公安委員会・ロベスピエール一派への蜂起を促したが失敗、逮捕に追い込まれ、最後は泣きわめきながら処刑される。罪状はシャツの窃盗。
ラヴォアジェ
酸素を発見した著名な科学者。メートル法を考案し革命政府に貢献したにも関わらず、冤罪で刑死した。
マラー
ジャコバン派議員で、元医者。皮膚病を患っており、常に痒みに苦しんでいる。薬湯での治療中、シャルロット・コルデーによって暗殺される。
シャルロット・コルデー
ジロンド派に同情し、入浴中のマラーを刺殺した若い女性。殺人犯とは思えぬほどの清楚な美貌の持ち主。彼女の首をひっぱたいたため、ビクトルはサンソンから解雇された。
フーキエ・タンヴィル
革命裁判所検察官。デムーランの縁戚。慈悲のない裁きで多くの市民から恐れられる。テルミドールのクーデター後にジャコバン派が没落すると自身も裁判にかけられ、処刑される。刑場へ向かう途中、家族への手紙を託そうと市民に声をかけるが、誰にも相手にされなかった。
カリエ
ナントの派遣議員。ナントで独裁官として振る舞い、多数の住民を虐殺したり（兵士と僧侶を乗せた船を、船ごと沈めて大量処刑する）溺死刑を行うなどの残虐行為を行い、ロベスピエール派に咎められ逮捕される。
本編中ではバラスの話の中でのみ登場するが、彼の逮捕はトゥーロンやリヨンで同様の残虐行為を行ったバラスやフーシェに身の危険を強く意識させ、テルミドールの反動の原因の一つとなる。なお、史実ではカリエはテルミドール反動後に処刑されている。
タリアン
国民公会議員。牢獄に入れられた妻を助けるためにロベスピエールを告発し、クーデターのきっかけを作る。しかしその後は没落し、妻にも見捨てられ、酒に溺れていたところをサン・ジュストによって暗殺されてしまう。史実では死亡しておらず、東方遠征にも同行している。
サンソン
パリの死刑執行を担当する死刑執行人（ムッシュ・ド・パリ）。恐怖政治下、数多くの人の処刑を実行するが、本人は心優しい人物でシャルロット・コルデーとの交流時などにその性格の片鱗がうかがえる。しかし、ダントンからは「人間ではなくギロチンの部品」と吐き捨てられている（故に怨みを買うこともなければ、気に病む必要もないという皮肉）。政治的には国王を尊敬している王党派であり、ひそかに国王の追悼ミサを続けていた。
ビクトルは彼の助手を務めていたが、シャルロット・コルデーの切断された首を殴打したため解雇された。しかしその後もたびたびサンソンの世話になっており、ビストロを焼失し、倒れていたところを介抱されている。なお、史実ではテルミドールのクーデター後に息子に処刑人の座を譲り引退しているが、本作ではカトゥーダルを処刑している。
引退後偶然ナポレオンと出会った際、臆することなく質問に答えた。その数ヶ月後世を去った。
ラファイエット
フランス革命の旗手であるが、作中初登場はワーテルロー戦後から。田舎に隠棲していたところをフーシェに召喚され、議会でナポレオンとリュシアンの詭弁を完全に論破。その独裁に止めを刺した。

#### 総裁政府
バラス
声 - 郷里大輔
国民公会議員。サン＝ジュストと共にトゥーロンに派遣され反乱関係者を多く処刑するが、そのことをロベスピエールに追及されるのを恐れ、フーシェと共にテルミドールのクーデターを画策する。クーデターの際、ロベスピエールらを逮捕するために赴いたパリ市庁舎においてクートンの自爆に巻き込まれ、顔に大火傷を負うと共に左手を失っており、顔の包帯は12巻時点でも取れていない上に、左手には義手を付けている。
クーデター後は総裁政府の中心となり、ヴァンデミエールの反乱鎮圧にナポレオンを起用するなど、彼の庇護者となる。ジョゼフィーヌの愛人であったが、後にナポレオンに譲る。
ナイフ投げが得意であること以外は、作中で特に秀でた能力は見受けられない。場違いな権力者として描かれており、作者も「バラスはボロクソに描いても心が痛まない」と言っている。
ブリュメールのクーデターで失脚後、本作では生存していたサン＝ジュストによって殺害されたことが（明確では無いものの）示唆されている。
カルノー
革命戦争期のフランスの軍制改革を強力に指導し、ロベスピエールの時代からフランスの軍事面を支えた人物であり、「勝利の組織者」の異名を持つ。ナポレオンをイタリア方面軍司令官に任命する以前から高く評価しており、彼の作戦計画をイタリア方面軍司令官に送りつけていた。
史実ではカルノーも公安委員会のメンバーであったが、サン＝ジュストを始めとするロベスピエール派と対立していたことと軍略的才能を惜しまれたため、ギロチン送りを免れて総裁政府でも登用された。
法治主義者ゆえにフリュクティドールのクーデターを認めず、パリから逃亡する際、自作の武器を駆使してオージュローと互角に渡り合いながら、自分の定めた軍制を守らずだらしない服装をしているオージュローを咎めた。
その後しばらく雌伏していたが、第一執政となったナポレオンの元、過去を水に流しベルティエの後任として一時は陸軍大臣に任命される。復帰の際は滑車で窓を突き破りながら名乗り、気炎を吐いた。祖国愛が強く誠実な人物ではあるが、秘密裏にナポレオン死亡を想定した場合に後継者となることを承諾したりと、決して清々としただけの人物ではない。ナポレオンが終身執政となる案が出された時や皇帝即位時には、断固反対した気骨ある共和制支持者である。

#### 執政政府
シェイエス
元僧侶で、『第三身分とは何か』の著者。フランス革命を起こした男と称されるも、恐怖政治のもとではロベスピエールを極度に恐れ、「革命のモグラ」として潜伏。ブリュメールのクーデターでナポレオン、タレイランと共に三頭政治を目指すも、ナポレオンの迫力に圧倒され、意気消沈した。
ゴーダン（Martin Michel Charles Gaudin）
第一執政となったナポレオンからの依頼を受け財政再建をまかされ、フランス銀行の設立を提案する。

### 反ボナパルト派
サン・ジュスト
ロベスピエールの同志。軍人としてのナポレオンを評価する人物であり、彼の昇進を助けている。テルミドールのクーデターでは逃げ延び、後にタリアンを暗殺。続いてバラスの暗殺を謀るが、ナポレオンによって阻止される。死亡したかと思われたが、失脚し故郷へ去ろうとするバラスの馬車を乗っ取り、馬車を断崖絶壁に向けて走らせていった。カドゥーダルの第一執政暗殺計画にも参加している。なお、史実ではテルミドールのクーデターの翌日にロベスピエールと共に処刑されており、従って作中で彼に暗殺される人物は史実においては全員生存している。
史実ではナポレオンを高く評価していたのはロベスピエールの弟・オーギュスタンであり、キャラクターのモデルとしてオーギュスタンがサン・ジュストに統合されている可能性がある。
スタール夫人
文筆家、女性政治活動家。ルイ16世の財務長官であったネッケルの娘にあたる。人類史上トップクラスの知能を持つ。頭部が極めて大きく頭身が極端に低い、特異な容貌に描かれている（コミックス10巻巻末の小話において、映画『スター・ウォーズ』に登場するハット族に例えられる）。ナポレオンの才能を見抜いてラブレターを送るが、拒絶される。
革命を守るために画策し、タレイランと共にフリュクティドールのクーデターの黒幕となる。その後、クーデターの際に逃亡を図ったカルノーと鉢合わせした際に「クーデターは共和国を守るためのもの」と主張したが、クーデターに憤慨していたカルノーに顔面を複数回殴打された。
第一執政となったナポレオンの野望を共和制を崩すものとして危険視。政治体制とカトリックを痛烈に批判した『デルフィーヌ』を出版し、ナポレオンの暗殺すらはかった。ナポレオンによりパリから追放され政治的に抹殺されるも、その生涯を掛けて破滅させることを誓う。
モロー
第一執政政府時代のライン方面軍最高司令官。人格者であり部下の信頼も厚いが保守的で、ナポレオンとはそりがあわず再三命令を無視していた。本人は政治にあまり関心がないが、反ボナパルト派の領袖として擁立される。その一方でナポレオンの妹ポリーヌと不倫関係にあった。カドゥーダルの第一執政暗殺計画に連座し、国外追放処分を受ける。
マレ（Claude-François de Malet）
ナポレオンがモスクワから退却を始めた時、収容されていた精神病院から脱走。ナポレオンがロシアで戦死したという虚報を流しクーデターを起こすが、ピエール・ユラン将軍からナポレオンが戦死した証拠を見せるよう要求された際に嘘が露見し失敗。逮捕され、銃殺刑となった。

#### ブルボン家・王党派
ルイ16世
フランス国王。鈍感ながら温厚なる善人として描かれており、王党派はむろんロベスピエールにまで慕われていた。作中ならびに史実における遺言「私は罪なくして死す」の通り、いかなる違法行為も問われぬまま「王であること（王権を以て人民から主権を奪うこと）」の罪を負って処刑された。
マリー・アントワネット
フランス王妃。浪費家であるとしてフランス国民の反感を買っており、対墺感情までも悪化せしめたが、夫同様悪人ではなかった。エベールの流したデマによって近親相姦の罪を捏造されるなど劣悪な扱いを受け、刑死。
アンギャン公
フランス革命時の亡命貴族。人望に篤く身分を問わず人気があり、ブルボン家の中で最も王にふさわしいとされていた。カドゥーダルの第一執政暗殺計画の際に、首謀者と見做されて中立のバーデン公国から拉致されたうえ、即日処刑される。しかしこれは冤罪であり、無実の王族を独立国から拉致して殺害するという暴挙は全欧州に衝撃を与えた。
カドゥーダル（Georges Cadoudal）
王党派。サン＝ニケーズ街におけるナポレオン暗殺未遂事件に関与していた。第一執政暗殺計画首謀者として、観劇中のナポレオンを狙うも失敗。処刑された。
ピシュグリュ（Jean-Charles Pichegru）
王党派。総裁政府への反乱を企て、ギアナに流刑となっていた将軍。第一執政暗殺計画に参加しミュラを痛めつけるも、後日再戦を挑まれ殺害された（史実では逮捕後獄死）。
ルイ17世
ルイ16世の次男。王太子。父の処刑後「再教育」と称して母親と引き離された上、不衛生極まりない環境に放置されて衰弱死する。
マリー・テレーズ
ルイ16世の長女。アングレーム公爵夫人。その悲惨な半生のため、若くして眉間には深い皺が刻み込まれている。愛する家族を虐殺したフーシェを決して許さず、一矢報いる。
ルイ18世
ルイ16世の弟。その醜く太った風貌と古色蒼然たる振る舞いから、王家の妖怪と例えられる。ただし現実的な判断力も備えており、タレイランやフーシェを嫌悪しながらも重用する。
アルトワ伯
ルイ18世の弟。兄たちのようなカリスマ性や機知に欠け、目下の者に面罵されて取り乱すなど小器な描写が多い。

### その他のフランス人

#### 文化人・芸術家
マルキ・ド・サド
侯爵。奇抜な小説を書く文筆家。バスティーユ牢獄に収監されていた際は、さまざまなデマを広げて革命のきっかけを作った。後にテルミドールから逃げ延びたサン＝ジュストから猟奇的な小説の執筆を求められ、『悪徳の栄え』を出版。
ダヴィッド
ジャコバン派に心酔していた画家。マラーが刺殺された後、その遺体をモデルとして代表作『マラーの死』や処刑寸前のマリー・アントワネット、ダントンのスケッチを描いている。テルミドール反動の後、一時的に投獄されるがヴァンデミエール後に釈放され、五総裁の制服をデザインするなど、かつての信条とは異なる生き方を選んだ。ナポレオンの画家となり、『アルプス越えのナポレオン』、『ナポレオンの戴冠式』などを描く。
ヴィヴィアン・ドゥノン
画家。船上ではビクトルに美人画（実はネルソンの愛人、エマ・ハミルトンの絵）を描いてやった。遺跡群のスケッチを熱心に行い、エジプトブームの嚆矢を作った。後の初代ルーヴル美術館館長。
ニコラス＝ジャック・コンテ (Nicolas-Jacques Conté)
眼帯をつけた発明家。エジプトでもありとあらゆる発明を行い、気球も飛ばす。今日に伝わる鉛筆濃度は彼に由来する。
フーリエ
ミイラ男のような服装の数学者。シャンポリオンとロゼッタ・ストーンを見ていた。

#### 民間人など
パスカル・パオリ
コルシカ独立運動のリーダー。若いころにナポレオンの母であるレティッツィアに恋していたようであり、ナポレオンにも自身を「父親だと思ってくれていい」と言っている。革命勃発後は一貫して反革命・反フランスの態度を取り、革命支持派であったボナパルト家をコルシカ島から追放する。ナポレオンによれば、軍隊の指揮は下手くそで、負けても仕方がないとのこと。
タリアン夫人
親友であるジョゼフィーヌと共に牢獄に入れられていた、タリアンの妻。釈放後は社交界の華として人々の注目を集め、落ちぶれた夫のタリアンを見捨ててバラスの愛人となる。
ルイーズ
ジョゼフィーヌの侍女でジュノーとは一時恋仲だった。なかなかの美女だが、実はかなりの厚化粧。ジョゼフィーヌとシャルルの浮気を苦々しく思っており、主人の不貞をエジプト滞在中のジュノーに手紙で知らせた。このことによってジョゼフィーヌの逆鱗にふれ暇を出され、その後は結婚し幸せな生活を送っているようである。
先生
本名不詳の医者。周囲からは「先生」と呼ばれている。最初に登場したのは5巻で、テルミドールのクーデタで負傷したバラスの治療を行い、またバラスの依頼でタンプル塔に幽閉されていたルイ17世を診察した。12巻で再登場し、フランス艦隊旗艦オリアン号に搭乗、赤痢に罹ったブリュイやナイル海戦で負傷した兵士を看護する。ナイル海戦でオリアン号は大爆発を遂げるが、爆発寸前に海に飛び込んだ。
ポーラ・フーレス
仮面で顔を覆った金髪碧眼の女。ドゼーの愛人として騎兵服で男装し、エジプトまでついて来たが、彼がハーレム作りを始めたことに反感を持ち、ナポレオンと束の間の恋に落ちた。後のヤッファ攻略戦において、腹部に流れ弾を受け死亡。
史実のナポレオンの愛人であるポーリーヌ・フーレスという名の中尉の妻をモデルにしているが、ほぼ架空の人物。名前がナポレオンの妹とかぶるため変更されている。
モンテベロ公爵夫人ルイーズ (Louise de Guéhéneuc)
ランヌの未亡人。5人の子を持つ。マリー・ルイーズの女官。ナポレオンに対して夫を死なせたという強い恨みを抱いている。

### フランス以外の人物

#### ロシア
アレクサンドル1世
偉大なる祖母エカチェリーナ2世の溺愛とフランス人家庭教師による英才教育を受けて育った、ロシアの青年皇帝。人呼んで「北国のスフィンクス」。ヨーロッパの平和に貢献するという高邁な理想を掲げており、ナポレオンを倒して英雄となることを夢見ている。クトゥーゾフは祖母の代から仕えている宿将なので、一応遠慮しているがその存在を煙たがっている面も。史実準拠の個性的な髪型をしているが美男子であり、物腰も紳士的である。1807年に結んだティルジットの和約以来、ナポレオンを慕い親しくなったが、利害関係で不一致をみて、開戦に至った。
クトゥーゾフ
声 - 乃村健次
ロシア陸軍将軍。アウステルリッツ編以降登場。座った椅子を壊すほどの巨体の持ち主。老練な用兵家として描かれており、ウルムの戦い後に指揮した退却戦は、ナポレオンをして「教本に載せたいような見事な離隔」と言わしめた。アレクサンドルや若い将軍たちには軽んじられているが、ナポレオンには警戒されている。アウステルリッツ戦前夜、ナポレオンの暗殺を謀って刺客を送り込んだが、失敗に終わっている。
アレクサンドル1世は彼に嫌悪感を抱きつつも、その実力は認めている。
バグラチオン
ロシア陸軍の猛将。アウステルリッツ編以降登場。スヴォーロフの右腕だった。かなり短気な人物として描かれており、使者として訪れたビクトルの挑発（ナポレオンからの伝言を伝えただけだが）に激昂し、ビクトルを半殺しにしている。勇敢な司令官ではあるが、アウステルリッツではアレクサンドル同様ナポレオンの能力を見誤っており、敗走途中クトゥーゾフから「お前は奴には勝てん」と叱咤された。
ボロジノの戦いにおいて、ビクトルに顔を狙撃され戦死（史実では砲弾で脚を吹き飛ばされ、後方に運び出された後に死亡）。
ブクスホーデン（ラテン文字：Friedrich Wilhelm von Buxhoeveden、キリル文字：Фёдор Фёдорович Буксгевден）
ロシア陸軍将軍。アウステルリッツ編以降登場。ナポレオンの罠にはまり、ダヴーとスルトに包囲された上、本隊から見捨てられてしまう。史実では辛くも危機を脱したが、本作では至近距離から葡萄弾の砲撃をまともに受けて悲惨な最期を遂げている。
スヴォーロフ
ロシア陸軍大元帥。氷水に飛び込み絶叫するなどの奇行が多く、その振る舞いは半獣半人に譬えられる。異常行動は数々あるが、描写のオーバーさはあるもののほぼ史実に基いている。無敵、怖がらない者がいないとされるほど優秀な指揮官。東方遠征の留守を守るマッセナとスイスで対峙するも、コルサコフの敗北により合流に失敗、孤立し撤退を余儀なくされる。これによって、ロシアは対仏同盟からしばらく抜けることになる。
ベニグセン
ロシア陸軍将軍。アイラウの戦い、フリートラントの戦いでフランス軍と対峙。
バルクライ
ロシア陸軍将軍。大臣としては有能でも、軍人としては無能と言われることも。しかしアレクサンドル1世は、「ハゲだが格好いい！」としてお気に入りである。フランス軍のロシア遠征では敵軍を前にして撤退したが、結果的に敵に無謀な行軍をさせて、大打撃を与えるとことになった。
エカテリーナ皇女
アレクサンドル1世最愛の妹。ナポレオンが結婚相手にしたがったが、断わられた。嫁ぎ先の領地をナポレオンに攻め取られている。頭に血がのぼった兄をもたしなめる、しっかりした性格。
セルゲイ・スタニツィン
元農夫。妻の不貞に絶望し、死に場所を求めて従軍した。
ロストプーチン
モスクワ総督。クトゥーゾフにモスクワの放棄を命じられた際、モスクワに火を放ち焦土化するように命令を下す。

#### プロイセン
クラウゼヴィッツ
プロイセンの軍人で、軍事理論の古典『戦争論』の著者。アウステルリッツ編に登場。ナポレオンの指揮振りを目の当たりにし、その采配の見事さに驚愕している。
ルイーズ王妃
プロイセン王・フリードリヒ・ヴィルヘルム3世の妻。賢く気が強く、平凡な夫にかわってプロシアの実質的な王は彼女とささやかれている。強烈な反仏感情を持ち、騎兵服を身にまとい戦場に駆けつけ、将兵を叱咤激励することも。アレクサンドル1世には素直になれない態度を見せるも、信頼を打ち明けた。ナポレオンを憎み、復讐を誓っている。
シャルンホルスト
プロイセンの軍人。プロイセン軍の現状に失望しており、「老人クラブに堕落している」「未だに七年戦争の勝利に酔っている」と揶揄しており、新生プロシア軍の再建を目指している。プロイセン軍の改革のためには徹底的な敗北が必要だと確信しており、大敗した自軍を見限り投降した。
ブリュッヒャー
プロイセンの老将軍。プロイセン軍の現状に失望しており、シャルンホルストによる改革に期待を託している。シャルンホルスト同様、大敗したフランス軍に投降するが、その際は「弾薬切れのため」と降伏文書に入れるよう指示しており、自尊心は強い。
ゲーテ
文学者、政治家、自然科学者。彼の著書を愛読していたナポレオンと偶然出くわし、語り合う。

#### グレートブリテンおよびアイルランド連合王国
ネルソン
イギリス海軍提督。トゥーロン編で顔見せ初登場。議員に変装していたビクトルに人妻を愛した男はどうすればいいか、と問いかけている。この質問はネルソンの愛人エマ・ハミルトンとその夫ウィリアム・ダグラス・ハミルトンとの三角関係についてのものである。この時、「（ビクトルの返答が）あまりにいい答えだったのでつい」ビクトルの足の指をへし折った。のちにビクトルと再会した際は、彼がエマの裸体画を所持していることに激怒、斬りかかって海に転落した。
トゥーロン後、コルシカ島で陸上戦闘で右目を、テネリフェ島攻略作戦で右腕を失い隻眼隻腕となる。敗北と障害を気に病み、引退する旨をセント・ヴィンセント伯に伝えるほどであったが、ナポレオンを乗せた艦隊の出撃の報を聞いて闘志を燃やし、追跡任務を受領した。トゥーロン出航後は困難にもめげずに執拗な追跡を行う。
アブキール湾に停泊していたフランス艦隊を発見すると、敵の予想に反し座礁の危険を冒してまで夜間戦闘を強行。左前頭部にボルトの直撃を喰らい、頭皮がめくれ上がる大けがを負うものの、フランス艦隊に壊滅的打撃を与えることに成功する（ナイルの海戦）。
エジプト遠征の帰路にあったドゼー、ダヴー、ビクトルらの乗る船を捕獲。その際、議員と勘違いしたビクトルの身体検査を行い、彼が自慰に使用していたエマ・ハミルトンの裸体画を発見。激高し丸腰のビクトルに切り掛かった挙げ句、海中に転落した。
1805年、トラファルガーの海戦では「ネルソンタッチ」で果敢に戦い、フランス・スペイン連合艦隊に圧勝するも、狙撃手の銃弾により致命傷を負い戦死。彼の勝利はイギリスを救うも、その死は多くの国民に衝撃を与えた。
フランス出身以外の人物で唯一、単行本の表紙を飾っている（覇道5巻）。
オハラ (Charles O'Hara)
イギリス陸軍将軍。トゥーロンに派遣されたイギリス陸軍部隊の司令官。敵情視察中に狙撃され、捕虜となる。史実ではスーシェが彼を捕虜にしたが、本作ではマルモンが狙撃した彼をマッセナが捉えて手柄を横取りした。本作でマッセナが愛用している赤いコートは、もとは彼のものだった。
フッド
イギリス海軍提督。トゥーロンに派遣されたイギリス地中海艦隊司令官。史実では無事にトゥーロンを脱出するが、本編ではエギエット要塞の大砲の破壊を命令しようとしたところをトゥーロン市内に迷い込んだビクトルに狙撃されて負傷した。
トーマス・グラハム (Thomas Graham, 1st Baron Lynedoch)
スコットランド貴族。フランス滞在中に、死んだ愛妻の棺を革命政府がスパイ容疑で暴いたのをきっかけに、熱烈な反革命主義者となる。その後反仏感情が昂じ、対フランス戦に身を投じる。
イタリア編でマントヴァから単身脱出し、籠城するヴルムザーの部隊の窮状をダルヴィンチに伝える。狙撃の名手であり、リヴォリの戦いでライフルを使ってナポレオンを狙撃するも、相手の背が低かったため軍帽を貫通して失敗。再度ナポレオンを狙うが、狙撃ポイントを見破られ、マルモンの放った榴弾を喰らう（その後死亡したかは不明。史実では半島戦争で活躍する）。
ベリー (Edward Berry)
イギリス海軍海佐。ナイルの海戦ではネルソンの旗艦であったヴァンガードを指揮した。カールしたもみあげが特徴的。負傷したネルソンに「ハミルトン夫人（不倫相手）に伝えてくれ、愛していたと！」と伝えられ、困惑する。
シドニー・スミス
イギリス海軍海佐、タイガーを指揮する。海軍士官でありながら、イスラム情勢に明るく陸戦が得意。ネルソンには互いに性格的に反発を覚えている。
トゥーロン攻囲戦でフランス艦を焼き討ちしたため逮捕され、脱出不可能とされた牢獄に収監されるも、そこから脱走し母国に帰還した。なお本作においてはトゥーロン攻囲戦での活躍は回想シーンのみであり、エジプト編での初登場となる。
オネェ言葉を使用し、心情を色で表現したり、自分の妄想で勝手に会話する癖がある。普段は飄々としているが、戦闘時は極めて有能かつ策略に富み、敵に回すと大変厄介なイギリス軍人の典型である。親友であるフェリポーと共にジェッザー・パシャの応援に当たり、ナポレオンの野望を阻む。アクル戦後、市民の取った行動（詳細はジェッザー・パシャの項）を見て、「この国に革命を輸出するのは無理」だと嘲笑した。アブキールの陸戦ではランヌとミュラに挟撃されるも、機転を利かせ九死に一生を得る。その後も軍人としてだけではなく、外交官としてもフランスに敵となる。
フェリポー (Antoine Le Picard de Phélippeaux)
フランス貴族出身、イギリス海軍海佐。ナポレオンのブリエンヌ幼年学校時代のライバルであり、コルシカ出身の彼を「わらっ鼻（ラパイオーネ）」と呼んでいじめていたことがある（1巻に登場）。任官試験では彼が41番、ナポレオンは42番だった。14巻で再登場し、ツーロン包囲戦の後にシドニー・スミスを救出させ、イギリスに亡命していた。築城の名手で、シドニー・スミスとジェッザー・パシャの応援に当たる。愛煙家であり、それが原因（煙草の火）でビクトルに狙撃され死亡。史実では1799年にペストで病死している。
ピット
イギリス首相。巧みな外交と海軍力でフランスに対抗する。アウステルリッツでのフランス軍大勝利によって「第三次対仏大同盟」が崩壊し、失意のうちその数週間後に死亡した。
アーサー・ウェルズリー
イギリス陸軍将軍。インド戦線で活躍した。ネルソンと一度顔を合わせた際は、その見識に感服するも人柄には不信感を抱いていた。
半島戦争に参戦し、ポルトガルにてジュノー、マッセナ、ランヌ、スルトらと対峙。敵には「インドにいた」ということしか知られておらず、実力は未知数だった。沈着冷静、粘り強く、慎重な性格で、「狼」のようだとマッセナから評された。
マッセナのポルトガル遠征時には、極秘裏にリスボン北方にトレス・ヴェドラス線と呼ばれる堅牢な防衛線を築くと共に、焦土戦術によって大陸軍の補給に負担をかけることで、マッセナを撤退させる。
ハーディ
イギリス海軍提督。トラファルガーの海戦ではネルソンの旗艦であったヴィクトリーを指揮した。死に際のネルソンに「キスしてくれ」と懇願され、その望みを叶えた。
ジョン・ムーア (John Moore)
イギリス陸軍中将。教師のような几帳面な性格で、部下にミスの分析をさせる。半島戦争ではスルトらが率いる20万のフランス軍相手に、僅か2万5千を率いる。不利な状況と悪天候の中、コルーニャ撤退戦を指揮。自らは戦死するものの、部隊の撤退に成功させる。英国陸軍ライフル部隊を訓練していた。

#### オーストリア
ボーリュー (Jean-Pierre de Beaulieu)
ナポレオンがイタリア方面軍司令官に着任した時点でのオーストリア軍司令官。かなりの高齢であるが行動力は衰えておらず、フランス軍の動きに迅速に対応する。その即断ぶりは歯の治療を自ら引き抜いて切り上げるほど。
しかし、要塞を無視するなどこれまでの戦争の定石を覆すナポレオンの戦法には対処しきれず、ロディの戦いを最後にオーストリア軍イタリア方面軍司令官の地位をヴルムザーと交代する。その際に投身自殺を図って失敗し、ヴルムザーに「死ぬもならず、確かに老いた」と吐き捨てられる。
ブカソビッチ (Joseph Philipp Vukasović)
オーストリア軍大佐。デゴを占領して略奪に熱中していたマッセナの師団に夜襲をかけてデゴを奪回し（再度のフランス軍襲来時には粘るが、援軍が来ないため撤退）、ロディの戦いにおいても正面のフランス軍の仕事のぬるさから陽動であることを見抜くなど、戦術眼に長けている。
ヴルムザー (Dagobert Sigmund von Wurmser)
ボーリューの後任として派遣されたオーストリア軍司令官。ボーリューを上回る勇猛果敢さを持つ老将。
カスティリオーネの戦いで初めてナポレオンと対決するが、ナポレオンの巧みな作戦の前には敵わず。さらにバッサノの戦いにおいても敗れ、指揮下の部隊ごとマントヴァ要塞に逃げ込む。
カスダノビッチ (Peter Quasdanovich)
ヴルムザーの部下。背が低く出っ歯で、語尾に「ざんす」をつけるのが口癖。戦術的にはあまり有能とは言えない将で、ロナトの戦いとリヴォリの戦いで2度も早期に敗北し、ヴルムザーに「使えないやつ」呼ばわりされる。
ダルヴィンチ (József Alvinczi)
アルコレの戦いにおけるオーストリア軍司令官。アルコレの戦いにおいて、ナポレオンの心理作戦でパニックを起こした兵を止められず、撤退する。
いささか異常なテンションでナポレオンを「悪い子」と呼びながら独白を行い、その独白において要所で拳銃を発砲する（部下を傷つけたこともある）など、過激な性格の人物として描かれている。
カール大公
オーストリアの皇族である将軍。ライン方面の戦いではジュールダンやモローが指揮するフランス軍を打ち破るが、イタリアからウィーンに進軍するナポレオンの軍団に敗退する。戦況を冷静に見る目を持ちフランス軍を苦しめる、オーストリア軍最高の指揮官。
アスペルン・エスリンクの戦いでは、ナポレオンが率いる大陸軍を撃破、ヨーロッパ中を震撼させた。
フランツ2世
オーストリア皇帝で、カール大公の兄。ナポレオンを「コルシカの人食い鬼」と評している。作者自身がネタにするほど、初登場時と再登場時で容貌が変化している。
メラス (Michael von Melas)
マレンゴの戦いにおけるオーストリア軍最高司令官。軍議において、いささか異常なテンションで部下をワインボトルで殴りつけるなど、熱血かつ激しい性格の人物として描かれている。マレンゴの戦いにおいては勝利を確信し戦場を離脱したあとで、敵の思わぬ逆転をゆるしてしまう。
マック　(Karl Mack von Leiberich)
ウルムの戦い指揮官。フランス軍の進軍速度を見誤り大敗。軍法会議で死刑判決を受けるが、禁固10年となった。
メッテルニヒ
外交官。タレイランを尊敬しており、秘密裏に情報提供を受けている。ジュノーの妻・ロールの浮気相手。

#### 現イタリア領
ビナスコ村のクロイセ
本作オリジナルの人物。 ビナスコ村はナポレオンのイタリア遠征時に反乱を起こし、フランス軍によって壊滅させられた。クロイセはこの時に家族を失い、フランスへの復讐を誓った。やがてクロイセは、アルプス越えからナポレオンの行く先々で登場し、密偵や暗殺者として暗躍。足跡として刺殺体を残すことから、フランス軍からは「針男」と呼ばれ恐れられている。アウステルリッツの戦いでナポレオン暗殺に失敗し、爆死した。
ヴィットリオ・アマデウス3世
ピエモンテ王国の国王。ナポレオン着任後のフランス軍の快進撃と道中での蛮行に恐怖し、第一次対仏大同盟から離脱してフランス（ナポレオン）と講和する。
ビスコンティ夫人
ミラノの公爵夫人。イタリア遠征でベルティエと出逢う。ベルティエは彼女に強く心惹かれ、彼女のシシスベ（従僕、騎士、貴婦人の世話を焼く男）となることを誓い、愛情よりも崇拝に近い感情を抱くようになる。
およそ10年に渡る恋愛の末、夫を失った彼女とベルティエはついに同棲することになる。ただしその時ベルティエには若い新妻がおり、「妻妾同居」という形であった。ベルティエ夫人との関係は良好。
フェルディナンド1世・ マリア・カロリーナ・ダズブルゴ夫妻
ナポリの国王夫妻。妻はマリー・アントワネットの姉にあたる。自国軍が欧州最弱であると自覚しており、ナポレオンの怒りを恐れ逃亡。かわってジョゼフ・ボナパルトがナポリ王となった。

#### ポーランド
ポニャトフスキ
愛国心の強いポーランド軍人。
マリア・ヴァレフスカ
ポーランド貴族、伯爵夫人。ナポレオンと出会った当時17歳、夫は70歳。愛国心が強く、ポーランド分割によって失われた祖国の独立に、夫婦そろって情熱を傾けている。
ワルシャワで百姓女に扮してナポレオンと出会い見初められる。ポーランド独立への協力を条件にナポレオンの愛人となるも、やがて熱烈な恋に落ちる。彼女との間に子ができたため、ナポレオンはジョゼフィーヌとの間に子ができない原因が、自分にはないと確信することになった。

#### イベリア半島
マリア1世
ポルトガル女王。50代から精神を患っている。フランス軍のポルトガル侵攻を受け、摂政である息子ジョアンと共に宮廷ごとブラジルへ遷都した。皮肉にも、その妄言は国の未来を正確に言い当てていた。
カルロス4世
スペイン王。狩りにしか興味がない暗君で、王妃の愛人ゴドイに政治を任せきりにしている。この状況に王子が反発し退位に追い込まれる。こうしたスペイン王室の内紛につけ込んだナポレオンの介入が半島戦争につながった。
マリア・ルイサ
スペイン王妃。サルに似た醜女で、愛人に過剰な権力を与える様から「淫売とヒモ」等と陰口を叩かれている。バイヨンヌの調停会議にて醜い親子喧嘩を繰り広げ、ナポレオンをして「こいつら全員馬鹿だ」と驚愕せしめた。
フェルナンド7世
スペイン王子。父母から冷遇されて育ったため心が歪みきっており、「残念王子」と揶揄される。父を退位させ王位につくも、無能で事態を収拾できずフランスに強制亡命させられた。後に厄介払いとしてスペインに戻されるが、そこでも国民の期待を裏切って暴政を繰り返す。
ゴドイ
無能なスペイン宰相。若い頃は美形で王妃をたらしこみ、容色が衰えた後も権力を保ち続けている。欲に目がくらんでフランス軍をスペインに入国させ、半島戦争の一因を作った。
ゴヤ
スペインの宮廷画家。辛辣な諷刺画でも知られる。半島戦争で戦場となった母国の惨状を「マドリード、1808年5月3日」などの作品に描く。弟子アセンシオと戦場を歩き回りスケッチした「戦争の惨禍」は、彼の死後35年を経て出版された。ウェリントンから肖像画を描くように依頼されるものの、その無礼な態度に不快感を示していた。
ホセ・デ・パラフォックス（José de Palafox y Melci）
スペイン貴族の次男、サラゴッサ市長。半島戦争ではイギリス陸軍のジョン・ムーアの元で戦う。ゲリラ戦術による抵抗を発案。サラゴッサ包囲戦でランヌに降伏し、フランスで6年間服役する。
サラゴッサの乙女（Agustina de Aragón）
サラゴッサ包囲戦で戦死した婚約者から点火棒を奪い、24ポンド砲を発射、仇を討った勇敢な女性。パラフォックスから砲兵中尉に任命される。包囲戦後フランス兵に暴行されかけていたところを、彼女に惚れていたマルボが目撃、救うためその場で結婚した。彼女はマルボに感謝しつつも、身を投げて命を絶った。
マルボが惚れたのは本作の創作。史実では本名アグスティナ。包囲戦を生き延び、半島戦争を転戦。戦後は医者と結婚し天寿を全うした。

#### エジプト・トルコ
コライム
アレクサンドリア長官。フランス軍を蛮族と見下している。自身も勇猛な騎兵であり、その前近代的な一騎駆けはナポレオンに酷評される一方、ミュラやランヌといった猛将たちを奮い立たせた。デュマと壮烈な一騎討ちを演じて敗死。
ムラード・ベイ
エジプトのマムルークの首領。蠅叩きで人を殴り殺せるほどの怪力の持ち主で、「殺し合いが好き」と公言するほどの戦争好き。手塩にかけた部下たちがフランス軍の近代戦法に殺戮されるのを見て憤慨し、以後は復讐を胸にゲリラ戦を展開する。
イブラヒム・ベイ
マムルークの大幹部。ムラード・ベイと共にピラミッドの戦いに敗れた後はジェッザー・パシャの庇護下に走り、兵力を貸与されるも、代償として左眼と鼻を削ぎ落とされてしまう。ヤッファでの籠城中にペストが流行して自身も感染すると、「3万の軍隊に匹敵する力を得た」と歓喜し、フランス軍に伝染させるために最前線での病死を選ぶ。目論見通りフランス軍にペストが流行した。
ジェッザー・パシャ
アクル（アッコ）の統治者。別名「殺し屋太守」。残虐な性格で、人の鼻を削いだり目玉を抉ったりすることを好み、周囲から嫌われている。武勇にも欠け、アクル攻囲戦では援軍のシドニー・スミスやフェリポーらが善戦するのを尻目に、一人逃亡を図った。アクル戦後に市民から反逆されかけたが、結局恐れが骨髄まで染み込んだ市民は何ら行動を起こせず、スミスに革命は無理な国と嘲笑された。
東方の賢人たち
カイロの学者たち。フランス兵が道で大便をするなど野蛮すぎる事には辟易しているが、知的なフランス学士たちとは互いの学識を称え合い、平和な関係を築いたかに見えた。しかしカイロで叛乱が起きると、一方的に連帯責任を負わせられフランス軍に皆殺しにされた。

## 史実との相違
- 作中ではテルミドールのクーデターの際、クートンは自爆し、サン・ジュストは逃げ延びているが、史実では2人とも逮捕され、ロベスピエールと共にギロチン送りとなっている。作中の「アデュー」という別れの言葉は史実ではギロチンにかけられる直前に発したもの。
- 史実ではバラスと共にトゥーロンに送られた派遣議員は、サン＝ジュストではなくルイ＝マリ・スタニスラ・フレロンという人物であり、彼もバラスやフーシェ、タリアンらと共にテルミドールの反動に加担する。
- 史実では、メルダはサン＝ジュストに殺されることはなくテルミドール後も生存し、フランス革命軍およびナポレオン軍で地道に昇進を続け、准将にまでなっている。ロベスピエールの顎を砕いたのは、実際にはロベスピエールの自殺未遂（傷の出来方からの推測）を自分の手柄だと偽っただけのようである。
- 漫画ではクートンの自爆によってバラスは左手に義手を着けているが、史実では自爆自体がなかった。バラスの木製の義手は人間の手に似せて成形されており、指にも関節が設けられているが、義手の指は右手で動かさねばならない。義手の形状は、ナポレオン3世の時代にカマロンの戦いにおいて戦死した外人部隊の士官、ジャン・ダンジュー大尉のものに似ている。
- サン・ジュストによって暗殺されたタリアンだが、史実ではそのようなことはなかった。生き延びた彼は、ナポレオンのエジプト遠征の際、調査団の経済学担当として参加している。
- 単行本第2巻（獅子）で、死刑執行人であるシャルル＝アンリ・サンソンは法律によって他の住人から離れた場所に住まなければならなかったとあるが、ムッシュ・ド・パリはこの法律が適用されておらず、実際にはパリ市内に豪邸を構えて住んでいた。サンソンの家として描かれている建物はシャルル＝アンリ・サンソンの異母実弟でプロヴァンの処刑人だったルイ＝シル＝シャルマーニュ・サンソンが住んでいたプロヴァン市郊外の家である（この家は現存する）。
- 単行本第2巻（獅子）でビクトルが処刑人の助手としてシャルロット・コルデーの首をひっぱたいたが、史実では大工のフランソワ・ル・グロという人物である。彼は漫画のビクトルのようにコルデーの首をひっぱたき、その場でサンソンに殴り倒されて首になっている。
- 単行本第12巻（獅子）ではナポレオン軍がアレクサンドリアを攻略した直後にナイルの海戦（アブキール湾の海戦）が発生したが、史実ではナポレオン軍がカイロを攻略した後に行われた。これはその回が月刊誌の増ページの回であったため、話を盛り上げるよう編集側に指示されたので、順番を入れ替えることにしたと巻末の「ビクトル対談」で語っている。
- 単行本第14巻（獅子）において、イブラヒム・ベイはヤッファでペストに感染発病し、ヤッファ陥落直後に病死したが、史実では1817年まで生き延びている。
- 単行本第4巻（覇道）におけるカドゥーダルの陰謀では、史実では暗殺・拉致計画は未然に防がれている。またカドゥーダルとアンギャン公処刑の順序、ピシュグリュの死因が変更されている。またアンギャン公を拉致したのは、ダヴーでもネイでもなくコランクール少将である。
- 演出のため、史実では戦死・殺害されていない人物が死亡または生死不明とされている場合がある（タリアン、バラス、フェルニッヒ姉妹、トーマス・グラハム、ポーラ・フーレス、フェリポー、ブクスホーデン、サラゴッサの乙女など）。

## 書誌情報
「獅子の時代」編・全15巻と「覇道進撃」編・18巻までが発売中。毎回販促用のオビに有名漫画家のアオリ文がつくことで知られ、過去に安彦良和、平野耕太、小池一夫らもアオリ文句を寄稿している。特典ページとして、軍事研究家の兒玉源次郎による時代背景や人物解説「大陸軍戦報」や、巻末コメントとしての「ビクトル対談」がつく。また「獅子の時代」12巻からカバー下に「ビクトル戦報」も始まり、「覇道進撃」でも継続されている。
韓国語版・フランス語版・台湾版、イタリア語版も出版されており、下記は日本でのコミックの発売履歴。別冊に収録された番外編も含まれることがあったが、毎回、ほぼ月刊誌の6回分が1冊に収録されるため、年2回のペースで発売されている。また、番外編のうち「ミュラ外伝 色僧」は下記単行本には収録されず、2022年2月25日に単独で電子書籍化された。
- 長谷川哲也『ナポレオン -獅子の時代-』 少年画報社〈ヤングキングコミックス〉、全15巻
  1. 2003年10月24日発売、ISBN 4-7859-2366-0
  2. 2004年6月28日発売、ISBN 4-7859-2437-3
  3. 2005年2月10日発売、ISBN 4-7859-2512-4
  4. 2005年9月12日発売、ISBN 4-7859-2577-9
  5. 2006年3月27日発売、ISBN 4-7859-2628-7
  6. 2006年9月27日発売、ISBN 4-7859-2686-4
  7. 2007年4月28日発売、ISBN 978-4-7859-2769-1
  8. 2007年10月9日発売、ISBN 978-4-7859-2863-6
  9. 2008年4月9日発売、ISBN 978-4-7859-2932-9
  10. 2008年9月29日発売、ISBN 978-4-7859-3033-2
  11. 2009年2月26日発売、ISBN 978-4-7859-3119-3
  12. 2009年10月7日発売、ISBN 978-4-7859-3237-4
  13. 2010年3月31日発売、ISBN 978-4-7859-3347-0
  14. 2010年10月30日発売、ISBN 978-4-7859-3494-1
  15. 2011年2月16日発売、ISBN 978-4-7859-3571-9
- 長谷川哲也『ナポレオン -覇道進撃-』 少年画報社〈ヤングキングコミックス〉、全27巻
  1. 2011年8月30日発売、ISBN 978-4-7859-3685-3
  2. 2012年2月10日発売、ISBN 978-4-7859-3782-9
  3. 2012年9月6日発売、ISBN 978-4-7859-3916-8
  4. 2013年2月14日発売、ISBN 978-4-7859-4020-1
  5. 2013年8月30日発売、ISBN 978-4-7859-5116-0
  6. 2014年2月24日発売、ISBN 978-4-7859-5219-8
  7. 2014年9月13日発売、ISBN 978-4-7859-5371-3
  8. 2015年2月16日発売、ISBN 978-4-7859-5492-5
  9. 2015年8月29日発売、ISBN 978-4-7859-5616-5
  10. 2016年2月29日発売、ISBN 978-4-7859-5730-8
  11. 2016年9月30日発売、ISBN 978-4-7859-5875-6
  12. 2017年2月28日発売、ISBN 978-4-7859-5970-8
  13. 2017年8月30日発売、ISBN 978-4-7859-6067-4
  14. 2018年2月28日発売、ISBN 978-4-7859-6167-1
  15. 2018年9月29日発売、ISBN 978-4-7859-6297-5
  16. 2019年2月27日発売、ISBN 978-4-7859-6389-7
  17. 2019年9月2日発売、ISBN 978-4-7859-6509-9
  18. 2020年3月2日発売、ISBN 978-4-7859-6619-5
  19. 2020年8月31日発売、ISBN 978-4-7859-6737-6
  20. 2021年2月27日発売、ISBN 978-4-7859-6869-4
  21. 2021年8月30日発売、ISBN 978-4-7859-6981-3
  22. 2022年2月28日発売、ISBN 978-4-7859-7088-8
  23. 2022年9月1日発売、ISBN 978-4-7859-7224-0
  24. 2023年4月28日発売、ISBN 978-4-7859-7380-3
  25. 2023年8月30日発売、ISBN 978-4-7859-7475-6
  26. 2024年2月29日発売、ISBN 978-4-7859-7614-9
  27. 2024年8月30日発売、ISBN 978-4-7859-7756-6

## パチンコ
- CRナポレオン -獅子の時代-（2011年、豊丸産業）[8]。